# La Calmette
La Calmette település Franciaországban, Gard megyében. Lakosainak száma 2572 fő (2022. január 1.). La Calmette Dions, Nîmes, La Rouvière, Saint-Chaptes és Saint-Geniès-de-Malgoirès községekkel határos.

## Népesség
A település népességének változása:
| Lakosok száma | 712  | 893  | 1318 | 1928 | 2047 | 2099 | 2200 | 2363 | 2432 | 2572 |
|               | 1968 | 1982 | 1990 | 2006 | 2013 | 2015 | 2017 | 2019 | 2020 | 2022 |